# Hertha Bucher
Hertha Bucher, geborene Hertha Elisabeth von Bucher, geschiedene Zopp, verheiratete Ulmenau (* 14. Juni 1898 in Leverkusen; † 9. Februar 1960 in Wien) war eine deutsch-österreichische Keramikerin und Mitglied der Künstlergemeinschaft der Wiener Werkstätte.

## Leben und Werk

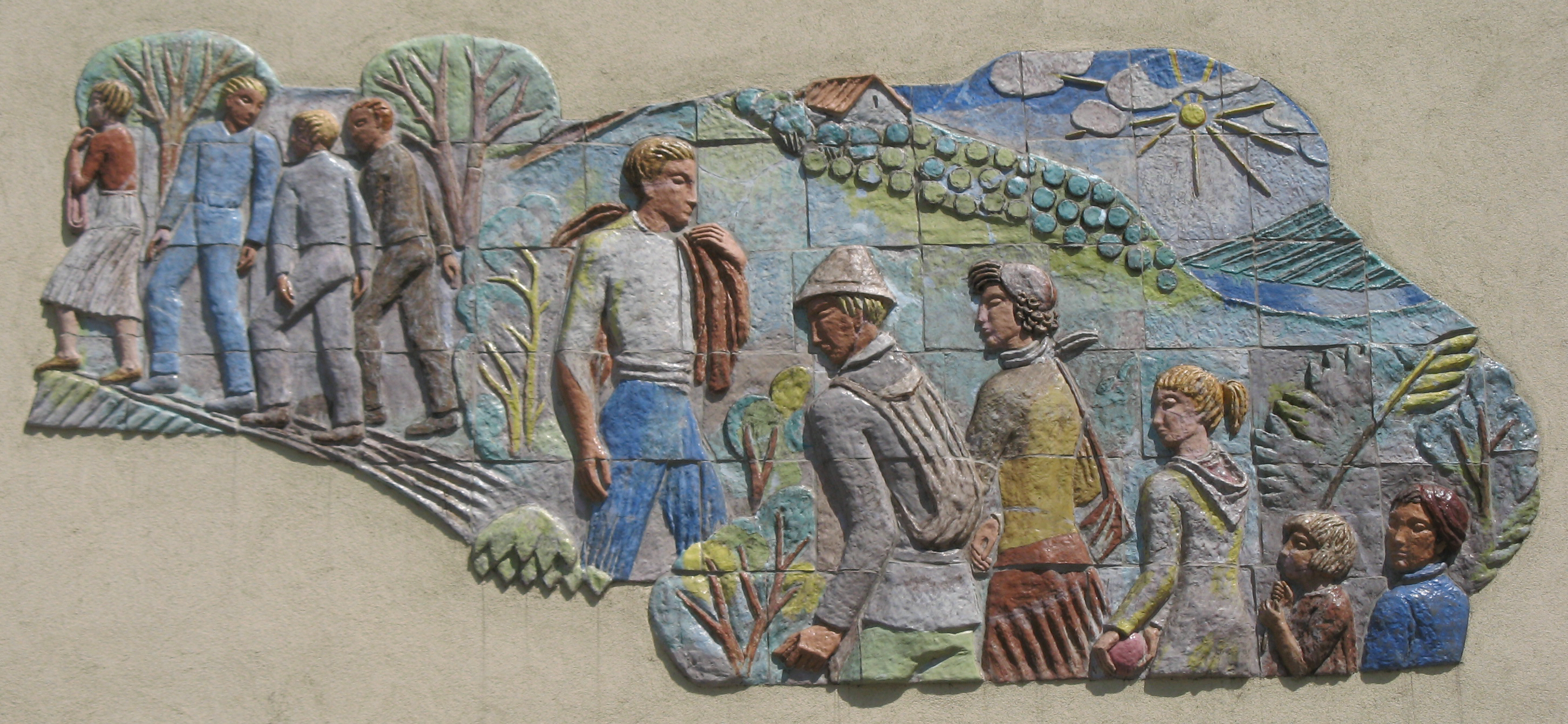
Majolikarelief Wandernde Jugend (1955), Angeligasse 18-18b in Wien-Favoriten

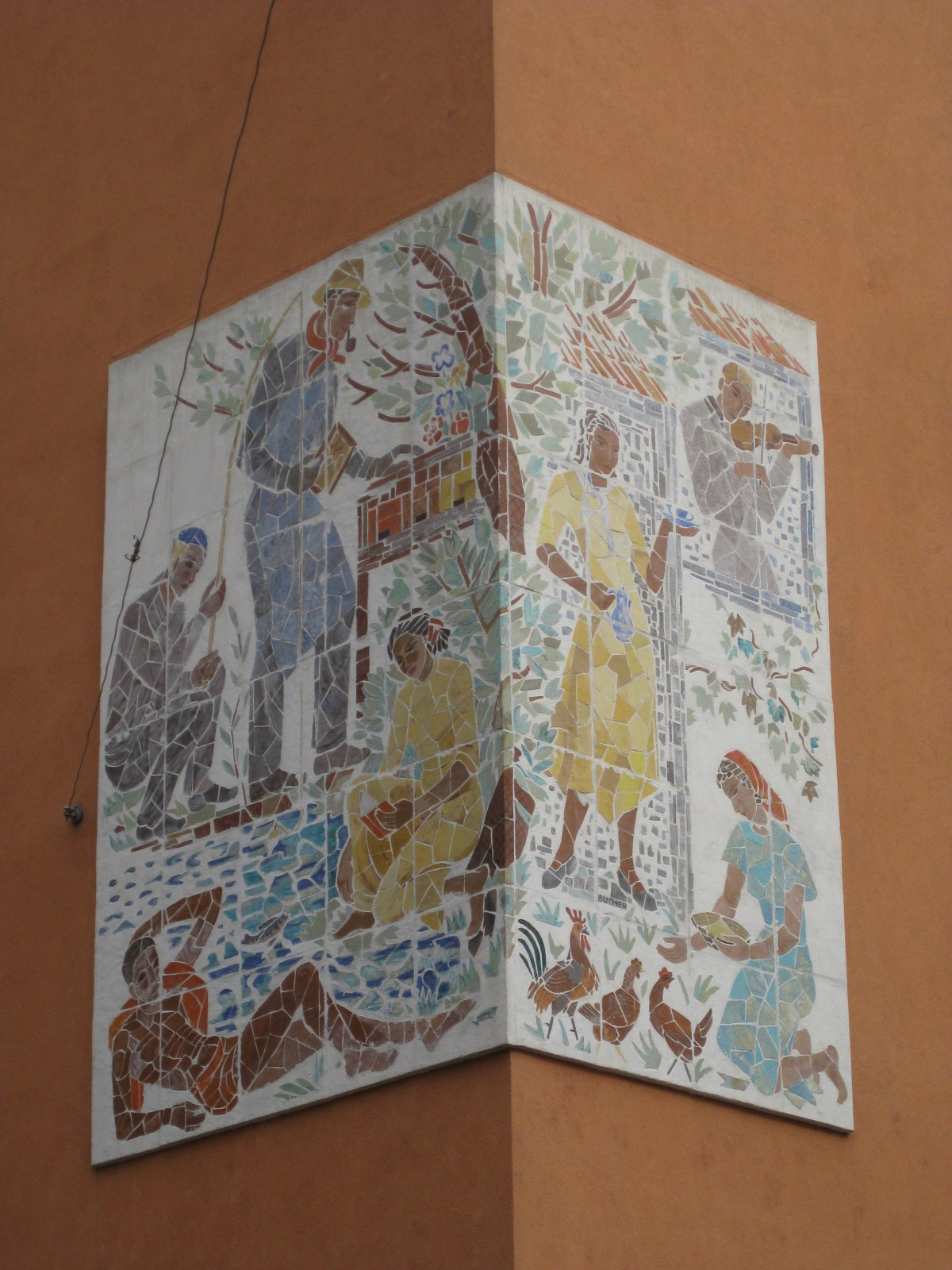
Wandmosaik Freizeitgestaltung (1953), Gemeindebau Josef-Haas-Hof in Wien-Simmering

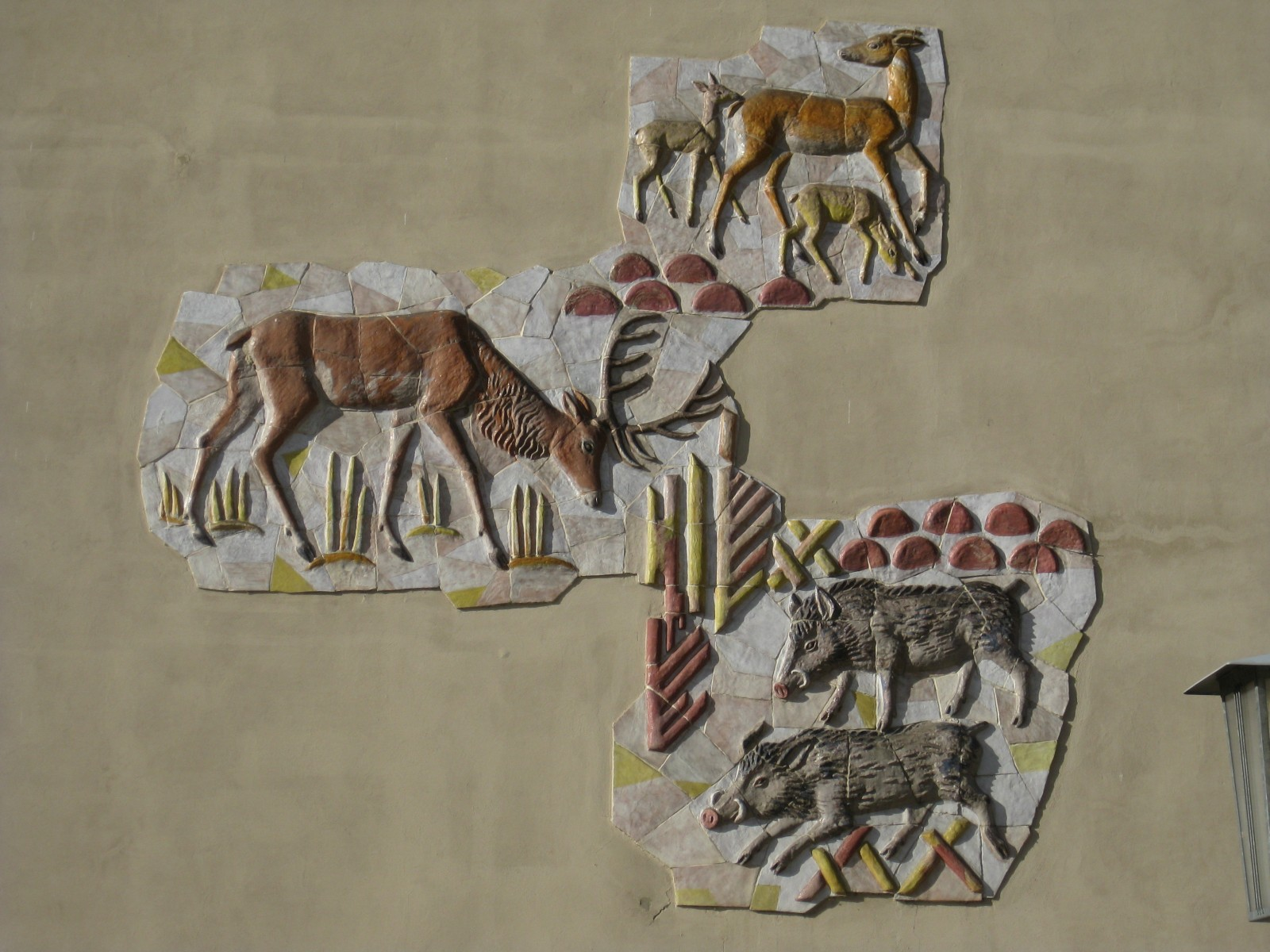
Wandrelief Jagdszenen (1958), Breitenfurter Straße 556 in Wien-Liesing

Hertha Elisabeth von Bucher wurde als jüngste Tochter von Gabriela (Ella) und dem Chemiker Rudolf von Bucher in Leverkusen geboren. Nach ihrer schulischen Ausbildung begann sie 1911 ein Studium an der Kunstgewerbeschule in Wien, wo sie unter anderem von dem Maler und Designer Franz Cižek, dem Architekten Oskar Strnad (1914–16), dem Maler Adolf Boehm (1916–17) und dem Bildhauer und Keramiker Michael Powolny (1917–19) unterrichtet wurde. Während des Studiums spezialisierte sich auf die Herstellung von Figuren und Gefäßen aus Keramik. Hertha Bucher gehörte mit Hilda Jesser-Schmid und Fritzi Löw-Lazar zu den ersten Absolventinnen der Kunstgewerbeschule, deren Entwürfe und Produkte ab 1916 von der Künstlergemeinschaft der Wiener Werkstätte vertrieben wurden. Kurz nach Abschluss ihres Studiums im Jahr 1919 eröffnete sie eine eigene Keramikwerkstätte im Haus der ältesten Wiener Ofenwerkstätte.
Am 19. April 1922 heiratete sie in Wien den Bankbeamten Ferdinand Zopp. Die Ehe wurde 1924 geschieden.
Neben Vasen, großvolumigen Gefäßen für Gärten und Stiegenhäuser, Kaffee- und Teeservices, Leuchter und Deckenlampen entwarf Hertha Bucher Kachelöfen, Ziergitter, Heizungs- und Kaminverkleidungen aus Keramik sowie lebensgroße Terracotta-Figuren für den Innen- und Außenbereich. Für Inneneinrichtungen von Wohnungen, die von Josef Hoffmann oder Liane Zimbler entworfen wurden, fertigte sie keramische Verkleidungen für Heizungen, Kamine und Wände an.
Hertha Bucher nahm mit ihren Keramikarbeiten an zahlreichen nationalen und internationalen Ausstellungen teil. Ihre Werke wurden u. a. 1920 auf der Kunstschau in Wien, 1922 bei der Deutschen Gewerbeschau München, 1924 bei der Jubiläumsausstellung des Wiener Kunstgewerbevereins sowie 1925 auf der Exposition internationale des arts décoratifs et industriels modernes in Paris, 1927 auf der Ausstellung Europäisches Kunsthandwerk in Leipzig, 1928 bei der Sommerausstellung der Dresdner Künstler-Vereinigung, 1930 auf der Ausstellung des Österreichischen Werkbundes sowie 1938 bei der Ausstellung Kunstgewerbe aus Wien und der Ostmark im Grassi Museum Leipzig gezeigt. Für ihr Uhrgehäuse Stadtbild, ausgefertigt in der Porzellanmanufaktur Augarten, erhielt sie 1925 in Paris eine Goldmedaille.
Nach dem Zweiten Weltkrieg konzentrierte sie sich auf Entwürfe und Ausführungen von Baukeramik, wie Mosaike, Reliefs, Hauszeichen und Kacheln für Gemeindebauten in Wien. Ihre Werke sind unter anderem in Wien-Floridsdorf (Jedleseer Straße 79–95), Wien-Simmering (Rinnböckstraße 49–53; Josef Haas-Hof), Wien-Favoriten (Angeligasse 18/18b) und Wien-Liesing (Maurer Hauptplatz 11; Breitenfurter Straße 556; Dr.-Barilits-Gasse 2–4) zu finden.
Sie arbeitete im Laufe ihres Lebens mit zahlreichen renommierten Keramikfirmen und Porzellanmanufakturen, wie beispielsweise Augarten, Goldscheider, Keramos, der Tonwarenfabrik Fesseler, der Ziegegelfabrik Wienerberger, der Gmundener Werkstätte, der Tonwarenfabrik Rudolf Sommerhuber (Steyr) sowie der Majolika-Manufaktur Karlsruhe zusammen.
Hertha Bucher war Vorstandsmitglied des Österreichischen Werkbundes und der Mitglied der Wiener Frauenkunst. Sie wurde für ihre Arbeiten mit zahlreichen Preisen, u. a. 1919 mit dem Eitelberger-Preis und 1942 mit dem Alfred-Roller-Preis ausgezeichnet.
Hertha Bucher starb am 9. Februar 1960 im Krankenhaus Rudolfstiftung im 3. Wiener Gemeindebezirk.

## Werke (Auswahl)
- Deckenlampe, 1920
- Cherubin mit Schale, 1924 (Augarten)
- Liegendes Mädchen mit Tulpe, 1924 (Augarten)
- Kachelofen, Wohnzimmer R. Lorenz, 1924
- Sitzender Offizier, 1925 (Augarten)
- Lampenfuß mit Wiesel, 1925
- Uhrgehäuse Stadtbild, 1925 (Augarten)
- Kätzchen, 1925 (Augarten)
- Vase Eichhörnchen und Bäume, 1925 (Augarten)
- Dame mit Schirm, Herr mit Zylinder, 1926 (Augarten)
- Musizierendes Paar, 1925–1930
- Bacchant und Bacchantin, 1926 (Augarten)
- Kniender weiblicher Akt, 1920–1930
- Katze, 1928
- Kachelofen in der Stadtwohnung Josef Hoffmann, 1928
- Kniende Frau mit Krug, um 1930
- Sitzende, 1930–1940
- Liegender Hirsch, 1930
- Art Deco-Kachelofen, 1920
- Kachelofen Weinstube B. Kunz, 1936
- Keramisches Mosaik in einer Frühstücksstube in Berlin, Olympia 1936
- Wandmosaik Freizeitgestaltung, 1953
- Keramikrelief mit Ansicht von Wien, um 1955
- Wandrelief Jagdszenen, 1958
- Mosaik, Hauszeichen Dr. Barilits-Gasse 2–4, 1959
- Mozarts Besuch in Mannheim, 19 Keramikplatten, Mannheim[9]